# Antler-Subway Records
Antler-Subway Records was een Belgisch platenlabel. Het was gevestigd te Aarschot.

## Geschiedenis
In 1982 richtten Maurice Engelen en Roland Beelen Antler Records op. Engelen was actief als concertpromotor en Beelen was voordien bezig met het platenlabel Kleo Records. De platenmaatschappij had haar zetel in Aarschot. Het label had succes met 2 Belgen en Nacht und Nebel. Later geven ze ook de muziek uit van Siglo XX en Poésie Noire.
In 1988 fuseert het label met zijn sublabel Subway Records tot Antler-Subway Records. Het label speelde in de late jaren tachtig een belangrijke rol in de populaire New beat-stroming. Naast muziek werd ook kleding en merchandise verkocht. In de vroege jaren negentig brachten de acts van Maurice Engelen, eerst Lords of Acid en daarna Praga Khan, er hun muziek uit. Ook Nederlander Robin Albers bracht er tracks uit als Graylock.
In de late jaren negentig was er weer een bloeiperiode als hitparade-acts toen Milk Inc., Fiocco en Absolom er singles uitbrachten. Het label legde daarnaast de basis voor de jumpstyle toen Da Boy Tommy en Da Rick er hun hits Halloween en Rumble uitbrachten. Antler-Subway bracht in 1999 ook het eerste album van Belle Pérez uit. Latere successen zijn van Kate Ryan en Ian Van Dahl.
Antler-Subway Records werd overgenomen door EMI Music, dat het later volledig integreerde in zijn eigen platenlabel.
In 2013 verwierf Warner Music Group de Parlophone Label Group van Universal Music, die de rechten van EMI Belga omvat; de rechten op de Antler-Subway-catalogus behoren momenteel toe aan Warner.
In 2022 verwierf Starman Records de rechten om de naam Antler en Antler-Subway opnieuw te gebruiken van Warner Music, waardoor het meer dan 40 jaar oude label nieuw leven werd ingeblazen.